# Клавьер (коммуна)
Клавье́р (фр. Clavières, окс. Claveiras) — коммуна во Франции, находится в регионе Овернь. Департамент — Канталь. Входит в состав кантона Рюин-ан-Маржерид. Округ коммуны — Сен-Флур.
Код INSEE коммуны — 15051.
Коммуна расположена приблизительно в 440 км к югу от Парижа, в 90 км южнее Клермон-Феррана, в 70 км к востоку от Орийака.

## Население
Население коммуны на 2008 год составляло 240 человек.
| 1962 | 1968 | 1975 | 1982 | 1990 | 1999 | 2008 |
| ---- | ---- | ---- | ---- | ---- | ---- | ---- |
| 476  | 477  | 433  | 337  | 308  | 265  | 240  |

## Экономика
В 2007 году среди 147 человек в трудоспособном возрасте (15—64 лет) 114 были экономически активными, 33 — неактивными (показатель активности — 77,6 %, в 1999 году было 75,5 %). Из 114 активных работали 107 человек (61 мужчина и 46 женщин), безработных было 7 (4 мужчин и 3 женщины). Среди 33 неактивных 6 человек были учениками или студентами, 15 — пенсионерами, 12 были неактивными по другим причинам.